# Pablo Ruiz Barrero
Pablo Ruiz Barrero (Sevilla, 25 de febrero de 1981) es un futbolista español. Mide 1,86 m y pesa 72 kg, su demarcación es central y su actual equipo es el CE Sabadell de la Segunda División de España. 

## Trayectoria
Se formó en las categorías inferiores del Sevilla FC, con el que debutó en Primera División y llegó a disputar la Copa de la UEFA.
Tras su paso por el equipo sevillista, ficha por el Real Murcia, con el que consigue el ascenso a Primera División. 
Después jugaría en las filas del Córdoba CF en la Segunda División hasta la temporada 2008-2009. 
En julio de 2009 ficha por el FC Cartagena, de la Segunda División con el que realiza una gran campaña, estando a punto de ascender a la Primera División.
Solo una grave lesión le privó de disputar asiduamente el final de temporada, alcanzando la cifra de 19 partidos en liga en la temporada 2009/10.
La temporada siguiente, la 2010/11, continua en el FC Cartagena por segundo año, disputando otra vez la nada desdeñable cifra de 19 partidos, anotando incluso algún gol y luchando con su equipo por el play off de ascenso a Primera, algo que no se conseguiría tras una mala racha en el último tramo de temporada.
El 31 de agosto de 2011, al borde del cierre del Mercado de fichajes, ficha por el CE Sabadell por 1 temporada.

## Clubes
| Club             | País   | Temporada | Partidos (Copa) | Goles (Copa) |    |   |
| ---------------- | ------ | --------- | --------------- | ------------ | -- | - |
| Sevilla Atlético | España | 2000-2001 | 20              |              |    |   |
| Sevilla Atlético | España | 2001-2002 | 35              | 1            | 31 | 1 |
| Sevilla Atlético | España | 2002-2003 | 22              | 0            |    |   |
| Sevilla Atlético | España | 2003-2004 | 27              | 3            |    |   |
| Sevilla Atlético | España | 2004-2005 | 6               | 0            |    |   |
| Sevilla FC       | España | 2004-2005 | 1 (4)           | 0 (1)        | 0  |   |
| Sevilla FC       | España | 2005-2006 | 2               | 0            | 0  | 0 |
| Real Murcia      | España | 2006-2007 | 25 (1)          | 0 (0)        | 8  | 0 |
| Córdoba CF       | España | 2007-2008 | 34 (1)          | 1 (0)        | 16 | 3 |
| Córdoba CF       | España | 2008-2009 | 15 (1)          | 2 (0)        | 3  | 0 |
| FC Cartagena     | España | 2009-2010 | 19              | 0            | 3  | 0 |
| FC Cartagena     | España | 2010-2011 | 19 (1)          | 1 (0)        | 7  | 0 |
| CE Sabadell      | España | 2011-2014 | 36              | 0            | 6  | 0 |